# Álvaro Obregón

Poté, co v bojích s Pancho Villou přišel v roce 1915 o pravou ruku, byl přezdíván El Manco de Celaya (Jednoruký od Celaye)

Álvaro Obregón Salido (19. února 1880 Huatabamba, Sonora – 17. července 1928 Ciudad de Mexico) byl mexický politik, generál a prezident Mexika v letech 1920–1924. Byl jednou z nejvýznamnějších politických figur mexické revoluce mezi roky 1915 až 1928.

## Biografie
Narodil se v rodině rolníka Franciska Obregóna jako poslední z osmi dětí. Jeho rodina přišla o většinu majetku během 60. let 19. století, kdy partner jeho otce podporoval restauraci mexického císařství proti liberální vládě Benita Juaréze. Pozemky byly rodině zabaveny v roce 1867 a jeho otec zemřel v roce 1880, takže rodina měla velké finanční problémy. Z těchto důvodů absolvoval jen základní školu a jinak byl samoukem. Na začátku 20. století pracoval na různých místech například jako dělník v cukrovaru a nebo jako podomní prodavač. Později si pronajal statek a v roce 1906 byl schopen si statek zakoupit a věnovat se pěstování cizrny.

### Vojenská kariéra 1912–1915
Během let 1908–1909 se připojil k politickému hnutí proti znovuzvolení Porfirio Díaze pod vedením Franciska Madery. V roce 1911 se stal starostou města Huatamambo. Při pokusu o vojenský puč proti Maderovi se přidal na stranu prezidenta. V Maderově armádě prokázal dobrou znalost vojenské taktiky, takže během krátké doby byl povýšen do hodnosti plukovníka (1912). Po skončení bojů se chtěl navrátit do občanského života, nicméně v armádě zůstal vzhledem k novým okolnostem, které nastaly s provedením nového vojenského puče pod vedením generála Victoriana Huerty v roce 1913. Huerta donutil prezidenta Maderu k abdikaci, vzápětí ho nechal popravit a ujal se protiústavně vlády nad zemí. Jeho stát Sonora se připojil ke konstitucionalistickému hnutí iniciovaném guvernérem Venustianem Carranzou. V září roku 1913 byl jmenován velitelem severozápadní části Konstitucionální armády. Jako velitel se účastnil tažení na hlavní město Mexiko a v roce 1915 byl Carranzou pověřen pacifikací dřívějších Carranzových spojenců Emiliana Zapaty a Pancho Villy. V Carranzově vládě následně zastával pozici ministra války.

### Politická kariéra (1915–1920)
Mezi ním a prezidentem V. Carranzou se začaly během let 1916–1917 objevovat neshody, který mimo jiné pramenily z jeho příklonu k radikálnější skupině mexických revolucionářů (jacobinos) a bezpochyby také z jeho snahy o to využít svoji popularitu pro vlastní politickou kariéru. V roce 1917 podal demisi a jeho neshody se obrátily v otevřený politický konflikt. V. Carranza se jej pokusil zatknout na základě falešných obvinění. Reagoval na to tím, že vyvolal proti Carranzovi převrat, v rámci kterého byl Venustiano Carranza zavražděn (1920). Prozatímním prezidentem Mexika se stal Adolfo de la Huerta, zatímco on sám úspěšně kandidoval na úřad prezidenta Mexika.

### Prezidentem Mexika (1920–1924)
Stal se prezidentem země, která se ocitla posledních devět let uprostřed občanské války. V tomto smyslu znamenala jeho vláda stabilizaci země. Zaměřil se na několik politických oblastí jako bylo vzdělání (zakládání nových základních škol), pracovní vztahy nebo rychlejší postup pozemkové reformy. K největším problémům jeho vlády patřil zhoršující se vztahy s mexickou římskokatolickou církví. Přestože osobně patřil k umírněnějším odpůrcům katolické církve, za jeho vlády došlo k násilným srážkám mezi socialisty a katolíky. V roce 1923 vyhostil apoštolského delegáta Ernesta Eugenia Filippiho kvůli tomu, že odsloužil bohoslužbu mimo kostel (což bylo v Mexiku ústavně zakázáno). Problematické byly také vztahy s USA, které byly ovlivněny znárodňovacími články mexické ústavy z roku 1917, jež ohrožovaly americké investice v Mexiku. V roce 1923 jeho vláda zlikvidovala hlavního představitele radikálního rolnického hnutí Pancho Villu. V poslední etapě prezidentského úřadu musel čelit opozici svého bývalého ministra financí a prozatímního prezidenta Adolfa de la Huerty, který doufal, že si ho zvolí za svého nástupce v úřadě. On se však rozhodl pro Plutarca Elíase Callese. Huerta s Callesem a další proti němu povstali. K povstalcům se přidala asi polovina armády včetně řady jeho bývalých přátel. Po rozhodující bitvě u Ocotlánu ve státě Jalisco jeho armáda zničila vojsko rebelů.

### Obregón v ústraní (1924–1928)
Po nástupu Plutarca Elíase Callese do úřadu prezidenta Mexika se vrátil do rodné Sonory a věnoval se svému statku. Přesto ale zachovával úzké vazby s Callesem, které vyvolávaly obavy z opakování Díazova modelu z let 1876–1911. Tyto obavy se zdály být opodstatněné,když mexický parlament odsouhlasil změnu ústavy, která umožňovala Obregónovo znovuzvolení prezidentem země.
Mezi roky 1926–1927 se vrátil do doby své vojenské kariéry. Tentokrát potlačoval rebelii indiánského obyvatelstva Yaqui v Sonoře. V roce 1927 oficiálně zahájil prezidentskou kampaň, spoléhaje především na podporu armády a Národní agrární strany a v roce 1928 byl zvolen Callesovým nástupcem. Než mohl do úřadu znovu nastoupit byl 17. července 1928 zavražděn José de Léonem Toralem, mladým katolíkem, který odmítal Callesovu antikatolickou politiku.

## Zajímavosti
- V roce 1915 v bitvě u Celaye ztratil pravou ruku.
- Ciudad Obregón v mexickém státě Sonora nese od roku 1928 jeho jméno.
- Český botanik Alberto Vojtěch Frič po něm pojmenoval i kaktus Obregonia denegrii.